# Laurembergia
Laurembergia es un género de plantas de la familia  Haloragaceae. Comprende 26 especies descritas y de estas, solo 3 aceptadas.

## Taxonomía
El género fue descrito por  Peter Jonas Bergius y publicado en Descriptiones Plantarum ex Capite Bonae Spei, ... 350. 1767. La especie tipo es: Laurembergia repens (L.) P.J. Bergius. 

## Especies aceptadas
A continuación se brinda un listado de las especies del género Laurembergia aceptadas hasta mayo de 2014, ordenadas alfabéticamente. Para cada una se indica el nombre binomial seguido del autor, abreviado según las convenciones y usos. 
- Laurembergia minor (C.B. Clarke) Philcox
- Laurembergia tetrandra (Schott) Kanitz
- Laurembergia veronicifolia (Bory) Schindl.